# Geologija Japonske
Japonsko otočje so v prvi vrsti rezultat več velikih oceanskih gibanj, ki so se zgodila v stotinah milijonov let od sredine silurja do pleistocena, kot posledica subdukcije Filipinske morske plošče pod celinsko Amursko ploščo in okinavsko ploščo na jugu in subdukcijo Pacifiške plošče pod Ohotsko ploščo na severu.
Japonska je bila prvotno vezana na vzhodno obalo evrazijske celine. Subdukcijske plošče, ki so bile globlje od Evrazijske plošče, so potegnile Japonsko proti vzhodu in odprle Japonsko morje pred približno 15 milijoni let. Tatarski in Korejski preliv sta se odprla mnogo kasneje.
Japonska leži v vulkanskem območju na pacifiškem ognjenem obroču. Na vseh otokih je čutiti pogoste tresljaje zemlje nizke intenzivnosti in občasno vulkansko aktivnost. Uničujoči potresi, ki pogosto povzročijo cunamije, se zgodijo večkrat na stoletje. Najnovejši večji potresi vključujejo potres in cunami Tōhoku leta 2011, potres Čūecu leta 2004 in Veliki potres v Hanšinu leta 1995. Vroči vrelci so številni in so bili razviti kot letovišča.

## Geološka zgodovina

### Faza orogeneze
Razpad Rodinije pred približno 750 milijoni let je oblikoval ocean Pantalasa s kamninami, ki so sčasoma postale Japonska, na njegovem vzhodnem robu. V zgodnjem silurju (pred 450 milijoni let)  se je začela subdukcija oceanskih plošč in ta proces se nadaljuje vse do danes, tako da na konvergentni meji tvori približno 400 km široko orogenezo. Več (9 ali 10) oceanskih plošč je bilo popolnoma podrtih in njihovi ostanki so oblikovali parne metamorfne pasove. Najnovejša popolna subdukcija plošče je bila plošča Izanagi pred 95 milijoni let. Trenutno se Filipinska morska plošča pogreza pod celinsko Amursko ploščo in okinavsko ploščo proti jugu s hitrostjo 4 cm/leto, pri čemer tvori korito Nankai in jarek Rjukju. Pacifiška plošča se pogreza pod Ohotsko ploščo proti severu s hitrostjo 10 cm/leto. Zgodnje faze subdukcije-akrecije so večkrat reciklirale rob celinske skorje, tako da je večina sodobnega japonskega arhipelaga sestavljena iz kamnin, ki so nastale v permskem obdobju ali kasneje.

### Faza otoškega loka
Pred približno 23 milijoni let je bila zahodna Japonska obalna regija Evrazije. Subdukcijske plošče, ki so bile globlje od Evrazijske plošče, so potegnile dele Japonske, ki so postali sodobna regija Čugoku in Kjušu, proti vzhodu in odprle Japonsko morje (hkrati z Ohotskim morjem) pred približno 15-20 milijoni let, z verjetno sladkovodno jezersko državo preden je pridrvelo morje. Pred približno 16 milijoni let, v obdobju miocena, je bil polotok, povezan z vzhodno obalo evrazijske celine, dobro oblikovan. Približno 11 milijonov let pred sedanjostjo so se deli Japonske, ki postanejo sodobna Tohoku in Hokaido, postopoma dvignili z morskega dna, tereni regije Čubu pa so se postopoma zrasli iz trkajočih se verig otokov. Tartarski in Korejski preliv sta se odprla veliko kasneje, pred približno 2 milijonoma let. Istočasno je močna subdukcija grabna Fossa Magna oblikovala nižavje Kanto.
- Japonsko otočje, Japonsko morje in okolica v zgodnjem miocenu (23-18 Ma)
- Japonsko otočje, Japonsko morje in okolica v srednjem in poznem miocenu (3,5-2 Ma)
- Japonsko otočje v času zadnjega ledeniškega maksimuma pred 20.000 leti, tanka črna črta predsatvlja današnje kopno (oranžna - poraščeno kopno, bela  neporaščeno kopno, modra - morje)    Poraščeno   Neporaščeno   Ocean

### Trenutno stanje

#### Splošno
Na splošno je geološka sestava Japonske slabo razumljena. Japonski otoki so sestavljeni iz več geoloških enot, vzporednih s subdukcijsko fronto. Deli otokov, obrnjeni proti oceanskim ploščam, so običajno mlajši in kažejo večji delež vulkanskih produktov, medtem ko so deli, obrnjeni proti Japonskemu morju, večinoma močno prelomljeni in nagubani sedimentni nanosi. Na severozahodu Japonske debele kvartarne usedline še posebej otežujejo določanje geološke zgodovine.

#### Geološka zgradba
Japonski otoki so razdeljeni na tri glavne geološke domene:
- Severovzhodna Japonska, severno od preloma Tanakura (ki je imel visoko vulkansko aktivnost 14–17 milijonov let pred sedanjostjo [6])
  - prelom Idosava
  - Napaka Senja
  - gorovje Hidaka
  - gorovje Kitakami
  - Gorovje Ōu
- Srednja Japonska, med prelomnico Tanakura in tektonsko črto Itoigava-Šizuoka.
  - Fossa Magna graben
  - prelom Tanna

O** Hribovje Bōsō
- Jugozahodna Japonska, južno od tektonske črte Itoigava-Šizuoka. Jugozahodna Japonska je nadalje razdeljena na več metamorfnih pasov, ki se raztezajo vzdolž japonske srednje tektonske črte.[7] Deli Japonske severno od japonske srednje tektonske črte ("notranja cona") vsebujejo veliko granitoidnih fragmentov iz obdobja paleogena v kredo, ki vdirajo v starejši material, južno od črte ("zunanja cona") pa so večinoma akrecijski kompleksi jurskega obdobja oz. mlajši.
  - prelom Urasoko
  - prelom Fukozu
  - Neodani prelom
  - prelom Nojima
  - orogeni pas Hida (gorovje Hida in gorovje Rjōhaku)
  - orogeni pas Sangun
  - orogeni pas Maizuru
  - Tanba-mino orogeni pas
  - orogeni pas Ryoke
  - orogeni pas Šimanto [8]
  - orogeni pas Sambagava [9]
  - orogeni pas Čičibu [10]
  - Sambosan orogeni pas
  - graben Beppu–Šimabara

## Raziskave
Geologijo Japonske večinoma obravnava Geološko društvo Japonske z naslednjimi večjimi periodičnimi publikacijami:
- Journal of the Geological Society of Japan  - od leta 1893
- Geološke študije (地質学論集) - od leta 1968
- Novice Geološkega društva Japonske (日本地質学会 News) - od 1998